# Lambeth North (Metropolitano de Londres)
Lambeth North é uma estação do Metropolitano de Londres no distrito de Lambeth, na junção de Westminster Bridge Road e Baylis Road. Fica na linha Bakerloo, entre Elephant & Castle e Waterloo, e está na Zona 1 do Travelcard. Ele está localizado na 110 Westminster Bridge Road, e é a estação de metrô mais próxima do Museu Imperial da Guerra. Em 2017, foi a estação de metrô menos usada na Zona 1.

## História
Projetada por Leslie Green, a estação foi inaugurada pela Baker Street & Waterloo Railway em 10 de março de 1906, com o nome de Kennington Road. Serviu como terminal sul temporário da linha até 5 de agosto de 1906, quando a estação Elephant & Castle foi inaugurada. O nome da estação foi mudado para Westminster Bridge Road em julho de 1906 e foi novamente renomeado para Lambeth North, em abril de 1917.
Às 03h56 de 16 de janeiro de 1941, uma bomba de uso geral alemã "Satan" de 1800 kg atingiu um albergue na vizinha 92 Westminster Bridge Road. A onda de choque danificou gravemente o túnel da plataforma sul, ferindo 28 pessoas abrigadas ali, uma das quais morreu no hospital 15 dias depois. Trinta e sete anéis do túnel danificado tiveram que ser completamente substituídos, 15 parcialmente substituídos e 86 ft (26 m) de plataforma reconstruída. O tráfego pela estação foi retomado após 95 dias.
A estação foi fechada para manutenção em julho de 2016, e reaberta em fevereiro de 2017.

## Disposição
Existem dois trilhos em túneis separados. A estação tem dois elevadores e uma escada em espiral conectando o nível da rua ao nível da plataforma (cerca de 70 ft (21 m) abaixo). Imediatamente ao norte da estação há um cruzamento que permite que os trens terminem em ambas as plataformas. Isso é necessário para os trens estacionados no London Road Depot, que pode ser visto na St George's Street e se conecta com a linha Bakerloo ao norte da estação.

## Serviços
O padrão típico de serviço em trens por hora (tph) é:
- 6tph para Harrow & Wealdstone via Queens Park & Stonebridge Park (sentido norte)
- 3tph para Stonebridge Park via Queens Park (sentido norte)
- 5tph para Queens Park (sentido norte)
- 14tph para Elephant & Castle (sentido sul)

## Conexões
As linhas de ônibus de Londres 12, 53, 59, 148, 159, 453 e C10 e a linha noturna N109 servem a estação.